# Рассказы из жизни моих друзей
«Рассказы из жизни моих друзей» — задуманный Антоном Чеховым роман, над которым он работал в конце 1880-х — начале 1890-х годов. Чехов бросил работу над произведением, написав, видимо, только три главы-рассказа, причём одна из них, первая, не закончена.

## История создания и публикации
Сохранилось только три главы-рассказа, причём первая («I. У Зелениных») не закончена, а у одной из них, рассказа «После театра», нет номера (как и нет рассказа с номером II). Возможно потому, что этот рассказ Чехов позднее опубликовал отдельно.
Советские исследователи датировали написание произведения по бумаге и почерку Чехова, характерным для пьес «Иванов» и «Свадьба», для конца 1888 года — начала 1889 года. Помимо этой особенности, у «I. У Зелениных» и «После театра» совпадает фамилия персонажей, а у «I. У Зелениных» и «III. Письмо» перед названием стоит нумерация, причём это единственный случай подобной нумерации у Чехова. Кроме того, у них есть общие жанровые особенности. Первые сведения о романе находятся в письме Чехова к брату Александру от 10 или 12 октября 1887 года : «Спроси Суворина или Буренина: возьмутся ли они напечатать вещь в 1500 строк? <...> У меня есть роман в 1500 строк, не скучный, но в толстый журнал не годится, ибо в нем фигурируют председатель и члены военно-окружного суда, т. е. люди нелиберальные. Спроси и поскорей отвечай. После твоего ответа я быстро перепишу начисто и пошлю». Хотя Александр Чехов тут же ответил, что Суворин готов напечатать роман в «Новом времени», Чехов ничего из романа не отправил. А. С. Лазарев (Грузинский) вспоминал, что по пути в Бабкино летом того же года Чехов изложил ему содержание первой главы будущего романа. Мемуарист запомнил начало: к платформе подают товарный вагон, «в вагоне гроб с телом единственного сына вдовы-генеральши». В «I. У Зелениных» в письме Маше читается зачёркнутая фраза: «Напомни Л<юбови> М<ихайловне>, что 22 марта день рождения покойного», из чего можно заключить, что «вдова-генеральша» — пишущая письмо Наталья Зеленина.
Работа продолжалась урывками. «Прерванный роман буду продолжать летом», — писал Чехов Дмитрию Григоровичу 12 января 1888 года, а 9 октября сообщал: «Хочется писать роман, есть чудесный сюжет, временами охватывает страстное желание сесть и приняться за него, но не хватает, по-видимому, сил. Начал и боюсь продолжать. Я решил, что буду писать его не спеша, только в хорошие часы, исправляя и шлифуя: потрачу на него несколько лет <...> Те мысли, женщины, мужчины, картины природы, которые скопились у меня для романа, останутся целы и невредимы. Я не растранжирю их на мелочи и обещаю Вам это». Осенью, видимо, Чехов решил бросить роман. «Напрасно бросаете большие вещи. Отчего и не написать между делом большой вещи?» — упрекал его В. В. Билибин в письме от 19 сентября.
В 1889 году Чехов вернулся к роману, дав ему название. 10 марта в письме Анне Евреиновой Чехов писал, что «окончил и переписал начисто рассказ, но для своего романа». Подробнее о том же сообщил он на следующий день Суворину: «Пишу, пишу, и конца не видать моему писанью. Начал его, т. е. роман, сначала, сильно исправив и сократив то, что уже было написано. Очертил уже ясно девять физиономий. Какая интрига! Назвал я его так: „Рассказы из жизни моих друзей“ и пишу его в форме отдельных, законченных рассказов, тесно связанных между собою общностью интриги, идеи и действующих лиц. У каждого рассказа особое заглавие. Не думайте, что роман будет состоять из клочьев. Нет, он будет настоящий роман, целое тело, где каждое лицо будет органически необходимо». В 9 апреля Чехов писал Алексею Плещееву о своем намерении посвятить ему будущий роман, который, хотя и «значительно подвинулся вперед», но теперь «сел на мель в ожидании прилива». В мае работу оживили впечатления от жизни у Линтваревых на реке Псел: «Пишу и роман, который мне больше симпатичен и ближе к сердцу, чем „Леший“». В письмах к Плещееву и Суворину от 14 мая Чехов обещал: «В ноябре привезу в Питер продавать свой роман». И, наконец, 22 мая 1889 г. — в письме к Н. А. Лейкину: «Пишу маленькие рассказы, которые соединю воедино нумерацией, дам им общее заглавие и напечатаю в „Вестнике Европы“»
24 августа 1889 г. в письме к Владимиру Короленко Плещеев, сожалея о том, что Чехов не продолжает романа, сообщал, что первые три главы он читал, и они ему «очень понравились». Сам Чехов 30 сентября того же года писал Плещееву: «„Лешего“ кончу к 20 октября <...> а затем отдыхаю неделю и сажусь за продолжение своего романа». Это последнее упоминания произведения в письмах Чехова.
Есть основания, что Чехов бросил работу над романом после своей поездки на Сахалин в 1890 году. В «III. Письмо» изложенные Баштановым взгляды близки к тому, о чём сам Чехов спорил в конце 1880-х годов, а под отправленной вместе с письмом неназванной книгой может подразумеваться «Крейцерова соната» Толстого, которая широко распространилась в литографированных изданиях с 1889 года, первое издание которой вышло за границей в 1890 году, но которая была запрещена в Российской империи до 1891 года, из-за чего, возможно, не приведено название. Чехов восторженно принял повесть Толстого, однако после поездки на Сахалин стал резко о ней отзываться: «теперь она мне смешна и кажется бестолковой». На этом основании можно считать, что «III. Письмо» написано не позднее первых месяцев 1890 года. Возможно, что он не опубликовал рассказ из-за того, что изменил отношение к повести Толстого; если бы Чехов напечатал его, то современники угадали бы в книге «Крейцерову сонату».
Рассказ «После театра» был опубликован в 1892 году; другие два были опубликованы уже после смерти Чехова. «I. У Зелениных» было опубликовано в «Русской мысли», а «III. Письмо» — в журнале «Трудовой путь». Предполагалось напечатать его в «Журнале для всех», однако он был административно закрыт, и произведение было опубликовано в «Трудовом пути», продолжившем «Журнал для всех».

## Сюжет

### I. У Зелениных
Маша Зеленина и Любовь Михайловна сидят в комнате; вторая заваривает чай, а первая читает полученная от матери Натальи Зелениной письмо. В нём она пишет, что уехала вместе со студентом Васей в Крым. Вася болен, у него «следы плеврита и поражена верхушка левого легкого», однако он совершенно не заботится о здоровье и не соблюдает рекомендации врачей. Дальше она пишет, что ей снился отец Маши, и упоминает Наденьку Поль, дочь покойного полковника Поля, батарейного командира в бригаде отца. Зеленина заканчивает письмо фразой «P. S. Не забудьте послать 20 марта в Москву 200 рублей», после чего рассказ обрывается.

### III. Письмо
Игнатий Баштанов пишет письмо Марии Сергеевне Волчаниновой, в котором восхищается посылаемой ей книгой и пишет о споре с Травниковым: Травников считает, что искусство и философия годятся лишь для развлечения, и что «всё в них субъективно, а потому наполовину они — ложь, а наполовину — ни то, ни сё, середка между ложью и правдой»; Баштанов пишет, что «Травникова мучает специальный вопрос о боге и целях жизни; искусства не решают этого вопроса, не объясняют, что будет за гробом, и Травников считает их за это предрассудком». Баштанов возражает, что  «поэзия и все так называемые изящные искусства — это те же грозные, чудесные явления природы, которые мы должны научиться объяснять, не дожидаясь, когда они сами станут объяснять нам что-нибудь». Он же пишет, что у него проблемы с ногой, и что Травников настаивает на операции, однако Баштанов отказывается. Далее Баштанов, упоминая Зелениных, пишет о любви к окружающим его людям, упоминает в том числе и «старого отца-страдальца», видимо священника, брата-каторжника и «сумасшедшего брата-монаха», о мечтах стать писателем и намерении стать критиком. 

### После театра
Вернувшись с мамой оперы «Евгений Онегин», Надя Зеленина хочет почувствовать себя в положении Татьяны Лариной, а потому садится писать письмо офицеру Горному, который её любит. Пока пишет, она вспоминает, что её любит и студент Груздев, после чего думает, что письмо надо написать ему. Тут её переполняет беспричинная радость.

## Описание
В письмах 1888 и 1889 годов Чехов изложил основное содержание: «Роман этот захватывает целый уезд (дворянский и земский), домашнюю жизнь нескольких семейств <...> взяты люди обыкновенные, интеллигентные, женщины, любовь, брак, дети»; «Роман захватывает у меня несколько семейств и весь уезд с лесами, реками, паромами, железной дорогой. В центре уезда две главные фигуры, мужская и женская, около которых группируются другие шашки» (Григоровичу от 12 января и 9 октября 1888 года). 9 апреля следующего года Чехов делился своими планами с Плещеевым: «В основу сего романа кладу я жизнь хороших людей, их лица, дела, слова, мысли и надежды; цель моя — убить сразу двух зайцев: правдиво нарисовать жизнь и кстати показать, насколько эта жизнь уклоняется от нормы». В мартовских письмах 1889 г. к Евреиновой и Суворину описывал персонажей: «Половина действующих лиц говорит: „Я не верую в бога“, есть один отец, сын которого пошел в каторжные работы без срока за вооруженное сопротивление, есть исправник, стыдящийся своего полицейского мундира, есть председатель, которого ненавидят, и т. д. Материал для красного карандаша богатый» (Евреиновой, 10 марта 1889 года; это письмо совпадает с упоминаемыми в «III. Письмо» персонажами); «Григорович, которому Вы передали содержание первой главы, испугался, что у меня взят студент, который умрёт и, таким образом, не пройдет сквозь весь роман, т. е. будет лишним. Но у меня этот студент — гвоздь из большого сапога. Он деталь» (Суворину, 11 марта 1889 года).
Также роман имел своеобразную форму: каждая глава должна была собой представлять законченный рассказ, причём в центре каждого из них должно было быть письмо, в котором и излагаются основные события, что хорошо видно из сохранившихся трёх глав.
Пересказанный Баштановым, писателем, персонажи которого «мало двигаются и много рассуждают, а нужно наоборот», спор близок к спорам самого Чехова конца 1880-х годов. Высказывания Травникова о театре, о французских романах перекликаются со словами старого профессора Николая Степановича из «Скучной истории», опубликованной в 1889 году. Некоторые высказывания Баштанова, его сравнение свободного искусства со стихией близки самому Чехову и родственны, например, сравнению из рассказа «Красавицы» (1888).